# Aistulf
Aistulf či Aistolf latinsky Aistulfus (?Cividale del Friuli – prosinec 756 Pavia) byl od roku 744 vévoda z Furlanska, od roku 749 král Langobardů a od roku 751 vévoda ze Spoleta. Jeho vláda se vyznačovala bezohlednou snahou dobýt římské území Apeninského poloostrova do takové míry, že kronika Liber Pontificalis ho popisuje jako „nestydatého Langobarda“ se sklonem k „zhoubné divokosti a krutosti“.

## Životopis
Aistulf se narodil jako syn vévody Pemmy Furlanského a jeho manželky Ratpergy. Když se jeho bratr Ratchis stal králem Langobardů, Aistulf po něm převzal furlanské vévodství. V roce 749, když byl Ratchis donucen vzdát se trůnu a vstoupit do kláštera, byl Aistulf jmenován jeho následníkem.

### Langobardské výboje
Zatímco Ratchis byl k Římanům tolerantnější, Aistulf nastolil vůči nim agresivnější politiku. Svými výboji napadal římské území a ravennský exarchát. V roce 750 dobyl Ravennu a všechny provincie podřízené exarchátu, dokonce se prohlásil králem Římanů. Autoritu papeže Štěpána II. sice uznal a nabídl mu i mír, ale pod podmínkou langobardské hegemonie. Na konci jara či léta roku 751 získal kontrolu nad Spoletem.
Proti Aistulfovi, novému králi Římanů, nemohl papež Štěpán uplatnit stejnou pastorační diplomacii, kterou měl jeho předchůdce, papež Zachariáš proti Liutprandovi či proti Ratchisovi, čímž Aistulfova moc rostla. V roce 752 začal Aistulf požadovat po římském vévodství placení tributu, což v Římě vyvolalo zděšení a znepokojilo papeže Štěpána natolik, že zahájil jednání s Franky.

### Franská invaze
V roce 753 se Štěpán II. vydal na cestu do Franské říše. Před Alpami přezimoval a následující rok putoval dál na sever, aby požádal Franky znovu o pomoc. Po návratu z letního tažení proti Sasům se franský král Pipin III. Krátký dozvěděl, že papež s velkým průvodem a dary cestuje na jeho dvůr, aby se s ním setkal. Příjezd papeže Štěpána k franskému dvoru byl pozoruhodný a téměř souběžný s příjezdem Pipinova bratra Karlomana, který ke dvoru přijel na žádost papežova protivníka Aistulfa. Jeho úkolem bylo Pipina od tažení do Itálie výslovně odradit. Aby si papež Štěpán Pipina ještě více naklonil, udělil jemu a jeho synovi titul „Patricij Římanů“, patrně proto se Karlomanova snaha odradit svého bratra od válečného tažení proti Langobardům ukázala jako neúspěšná. Během léta roku 754 Pipin v doprovodu papeže Štěpána vytáhl z Franské říše. Nemocný Karloman se k nim připojil, ale cestou zemřel. Pipin ještě Aistulfovi na podzim poslal zprávu, v níž požadoval, aby se podřídil dědictví svatého Petra a vzdal se všech územních zisků. Tyto požadavky Aistulf odmítl a tak Pipin zahájil invazi do Itálie. Na jaře roku 755 v čele své armády překročil Alpy a následně dobyl langobardské královské město Pavii. Aistulf byl donucen navrátit papežské území a podepsat smlouvu, která zahrnovala návrat všech římských držav a trvalý mír pro římské obyvatelstvo. Když Pipin s armádou překročil Alpy a vrátil se domů, Aistulf smlouvu porušil a znovu obklíčil Řím, což vyvolalo papežovu opětovnou žádost o pomoc.
Jakmile se Pipinovi donesly úzkostné prosby papeže, vydal se zpět do Itálie. Ochrana papežského území byla pro Pipina Krátkého prioritní záležitostí, splácel tím velkorysost Zachariáše, předchůdce papeže Štěpána, jenž mu v roce 751 umožnil získat franský trůn a sesadit posledního merovejského krále Childericha III. Pipin nakonec s papežem Štěpánem uzavřel smlouvu nazvanou Pipinova donace, která se stala základem pro vznik budoucího Papežského státu. Při návratu Pipina a jeho armády do Itálie byli Langobardi znovu poraženi a Aistulf se znovu musel vzdát. Frankové tentokrát na italském území setrvali a přímo dohlíželi na návrat římských provincií. Během tohoto dohledu byl k Pipinovi vyslán byzantský vyslanec s imperiálními nároky na osvobozené provincie, což bylo součástí byzantských pokusů získat moc nad římským územím a tím nahradit langobardskou nadvládu. Pipin Krátký nabídky byzantských vyslanců odmítl, což umožnilo západní části římského území zachovat si určitou autonomii. Pipin Krátký Langobardům nařídil platit každoroční tribut Franské říši, což langobardský historik Paulus Diaconus označil za „politickou podřízenost.“ Navzdory porážce a podřízení zůstalo Aistulfovi víceméně nedotčené langobardské království, přičemž Paulus Diaconus poznamenal, že „politická a vojenská aliance mezi Franky a Papežským státem nebyla natolik pevná, aby to papežovi umožnilo účinně proti Langobardům zakročit.“

### Smrt
Když Aistulf v roce 756 během lovu zemřel, mezi potenciálními nástupci došlo ke konfrontaci. Bývalý král Ratchis vystoupil z kláštera s úmyslem znovu usednout na trůn Langobardů, ale ambiciózní Desiderius, vévoda toskánský získal na svou stranu papeže i Franky a tak v březnu roku 757 nahradil Aistulfa na trůnu krále Langobardů.